# Bai Chongxi
Bai Chongxi [pɑ́ɪ̯ t͡ʂʰʊ́ŋɕǐ] (chiń. 白崇禧; pinyin Bái Chóngxǐ; Wade-Giles Pai Chung-hsi; ur. 18 marca 1893 w Guilin, zm. 1 grudnia 1966 w Tajpej) – chiński wojskowy i polityk kuomintangowski.

## Życiorys
Urodził się w Guilin, w rodzinie muzułmańskiej należącej do grupy etnicznej Hui. Ukończył studia na akademii wojskowej w Baoding. Tam poznał Huang Shaohonga i Li Zongrena, z którymi zawiązał następnie tzw. klikę Guangxi. W 1921 roku klika przeszła na stronę Kuomintangu, do 1924 roku rozbijając siły pozostałych watażków działających na terenie prowincji Guangxi.
Brał udział w ekspedycji północnej, zajmując Hangzhou i Szanghaj. Po wkroczeniu do tego drugiego, w dniu 4 kwietnia 1927 roku rozbił związki zawodowe, rozbroił milicje robotnicze i rozpoczął aresztowania oraz egzekucje działaczy komunistycznych. W 1928 roku wkroczył ze swoimi wojskami do Pekinu.
W 1930 roku, w trakcie tzw. Wojny Środkowych Równin, walczył przeciwko Czang Kaj-szekowi. Pokonany, zbiegł na pewien czas do Wietnamu. Po powrocie do kraju administrował prowincją Guangxi, przeprowadzając szereg skutecznych reform gospodarczych i administracyjnych. Podczas wojny chińsko-japońskiej (1937-1945) walczył w bitwie pod Tai’erzhuang i dwukrotnie pobił Japończyków na przełęczy Kunlun, wypierając ich z południowego Guangxi. 
W latach 1946–1948 pełnił urząd ministra obrony narodowej. Sprzeciwiał się jakimkolwiek negocjacjom z komunistami, próbując utworzyć linię obrony wzdłuż rzeki Jangcy. Po jej przekroczeniu przez komunistów bronił się na terenie Guangxi i Hunanu. Okrążony i pokonany przez Lin Biao i Liu Bochenga, zbiegł w 1949 roku na Tajwan. Zmarł w Tajpej.